# Vår Fana
Vår Fana är sedan 1946 namnet på Svenska Frälsningsarméns tidning, tidigare kallad Svenska Stridsropet och Svenska Frälsningsarméns Tidning.
Tidningens första nummer gavs ut den 20 maj 1905 och till och med femtonde numret, utgivet 9 december samma år, hette tidningen Svenska Stridsropet. Efter påtryckningar från Frälsningsarmén, som ansåg att namnet var för likt deras tidning, Stridsropet, bytte SFA namn på tidningen till Svenska Frälsningsarméns Tidning. Dess första redaktör var Theodor Janson, 1922 tog Oskar Hultkrantz över som redaktör och hade detta uppdrag fram till sin död 1939. 1946 bytte tidningen namn till Vår Fana.